# Parti républicain libéral (Portugal)
 (novembre 2012).
Si vous disposez d'ouvrages ou d'articles de référence ou si vous connaissez des sites web de qualité traitant du thème abordé ici, merci de compléter l'article en donnant les références utiles à sa vérifiabilité et en les liant à la section « Notes et références ».
Le Parti républicain libéral  fut un parti politique portugais à l'époque de la Première République portugaise.

## Histoire
Il est fondé en 1919 à la suite de l'union des deux grands partis conservateurs de l'époque, le Parti républicain évolutionniste et le Parti unioniste afin de faire face à la domination du Parti démocrate. Les dirigeants des anciens partis, António José de Almeida, ancien leader du Parti républicain évolutionniste, élu président de la République et Brito Camacho, l'ancien président du Parti unioniste, nommé Haut Commissaire de la République au Mozambique, choisirent António Granjo pour occuper la fonction de leader du nouveau parti,,. Ce dernier fut assassiné durant la nuit sanglante du 19 octobre 1921, ce qui entraîna, en 1922, des négociations avec le Parti républicain de reconstitution nationale en vue d'une fusion, puis aboutit le 7 février 1923, à la création du Parti nationaliste républicain,.